# بيت ماكليود
بيت ماكليود هو طيار كندي، ولد في 23 فبراير 1984 في كابوسكاسينغ في كندا.

## وصلات خارجية
- الموقع الرسمي